# Diocesi di Vittorio Veneto
La diocesi di Vittorio Veneto (in latino Dioecesis Victoriensis Venetorum) è una sede della Chiesa cattolica in Italia suffraganea del patriarcato di Venezia e appartenente alla regione ecclesiastica Triveneto. Nel 2023 contava 324700 battezzati su 374500 abitanti. È retta dal vescovo Riccardo Battocchio.

## Territorio
La diocesi comprende la parte meridionale della Valbelluna tra il Piave e Belluno, la provincia di Treviso a est del Piave (anche se il confine, in corrispondenza del comune di Valdobbiadene e dopo le grave di Papadopoli, retrocede notevolmente rispetto al corso d'acqua), un lembo dell'ex provincia di Pordenone sino al Livenza e, infine, la parte orientale della città metropolitana di Venezia compresa tra il Livenza e il canale Grassaga. Nel complesso si estende su 1420 km² delimitati a est e a ovest all'incirca dal corso dei fiumi Piave e Livenza.
Sede vescovile è la città di Vittorio Veneto, dove si trova la cattedrale di Santa Maria Assunta. Nel territorio diocesano sorgono due basiliche minori: la basilica dell'abbazia di Santa Maria a Follina e la basilica santuario della Madonna dei Miracoli a Motta di Livenza.

### Foranie e parrocchie
Il territorio è suddiviso in 162 parrocchie, raggruppate in 12 foranie:

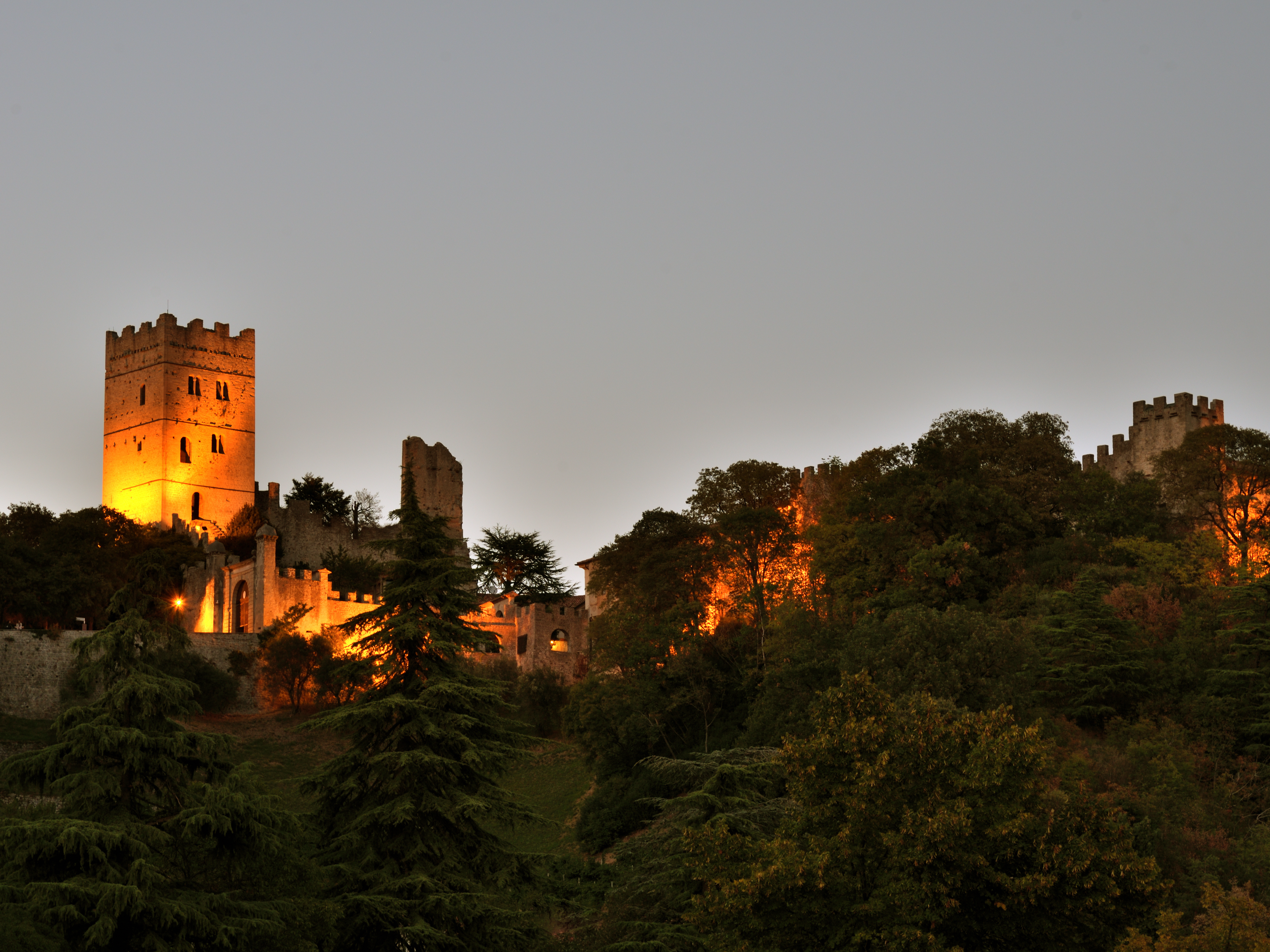
Il castello di San Martino, residenza del vescovo di Vittorio Veneto

- Conegliano
- La Colonna
- La Vallata
- Mottense
- Opitergina
- Pedemontana
- Pontebbana
- Quartier del Piave
- Sacilese
- Torre di Mosto
- Vittorio Veneto
- Zumellese

## Storia

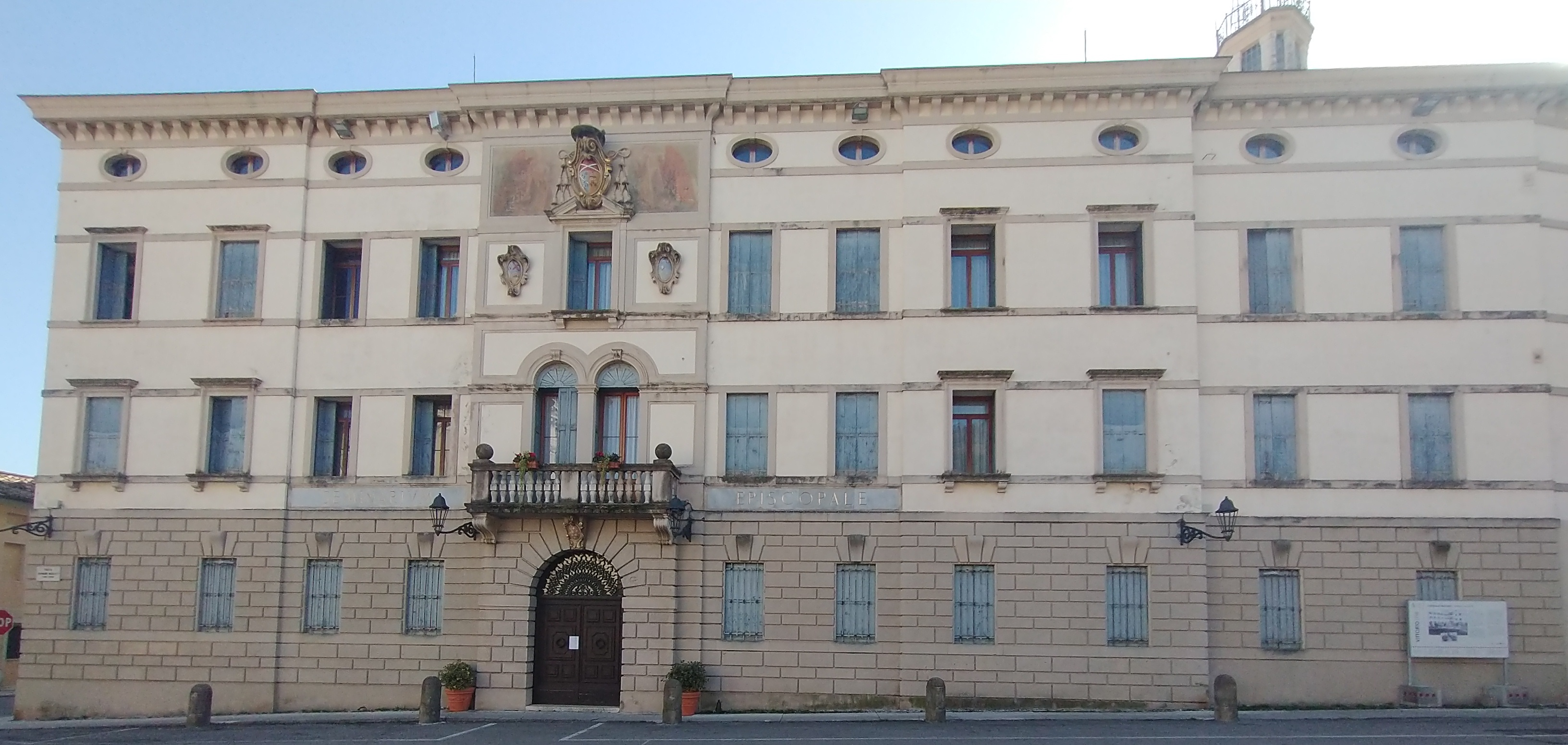
Il seminario vescovile di Vittorio Veneto, sede del museo diocesano Albino Luciani.

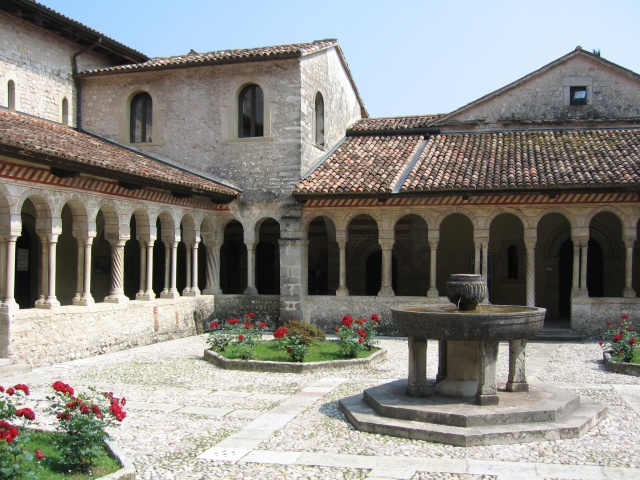
Il chiostro dell'abbazia di Santa Maria di Follina.

La diocesi si estende sulla maggior parte dell'antico territorio di Opitergium, l'attuale Oderzo. Importante municipium romano, con l'avvento del cristianesimo divenne sede vescovile. Dei cinque vescovi conosciuti della diocesi di Oderzo tre sono venerati come santi: Tiziano, Magno e Floriano. Il primo è l'attuale patrono della diocesi e si festeggia il 16 gennaio.
Tra il V e il VII secolo, con le invasioni barbariche, Oderzo fu più volte saccheggiata e distrutta. L'ultima grave distruzione fu quella operata nel 636 dal re longobardo Rotari. Il vescovo Magno allora, con il clero e i fedeli, fuggì trasferendo la sede vescovile a Eraclea, centro della Laguna di Venezia sotto l'influenza bizantina. Oderzo fu definitivamente distrutta e rasa al suolo da Grimoaldo nel 669.
Con l'arrivo dei Longobardi l'abitato di Ceneda acquisì sempre più importanza e divenne il capoluogo del ducato longobardo omonimo. Il territorio dell'antica diocesi di Oderzo venne diviso tra Eraclea, Treviso e la nuova diocesi di Ceneda, istituita dai Longobardi verso la fine del VII secolo o all'inizio dell'VIII. Inizialmente la sede, come suffraganea del patriarcato di Aquileia, aderiva allo scisma tricapitolino.
Incerta è l'origine della cronotassi di Ceneda, sulla quale gli autori non sono unanimi. Il primo vescovo, Ursino, che avrebbe partecipato a un sinodo romano del 680, è escluso dalla cronotassi da Arnosti, il quale argomenta che essendo tricapitolino il vescovo di Ceneda non poteva essere presente a Roma, dove è accertato che erano presenti solo vescovi cattolici. I vescovi Valentiniano e Massimo sono menzionati in un praeceptum di Liutprando del 743, il quale tuttavia sembra essere palesemente spurio o almeno dubbio. Il vescovo Dolcissimo è menzionato in un diploma di Carlo Magno del 794, testo che tuttavia ha subito nel tempo molte interpolazioni e manipolazioni. Secondo Lanzoni, primo vescovo certo di Ceneda è Emmo (o Emmone), che partecipò al concilio di Mantova nell'827.
Nella seconda metà del X secolo, l'imperatore Ottone I investì il vescovo Sicardo del titolo di conte. Da questo momento, i vescovi esercitarono sul territorio anche il potere temporale; nel XIV secolo la loro influenza si estese anche sulla contea di Tarzo. Questa situazione, sebbene molto ridimensionata, rimase anche dopo la conquista della Serenissima, ma nel 1768 Venezia aboliva la contea vescovile e insediava a Ceneda un podestà.
Nel XIII secolo alcune potenti famiglie locali tentarono, inutilmente, di trasferire la sede vescovile a Conegliano.

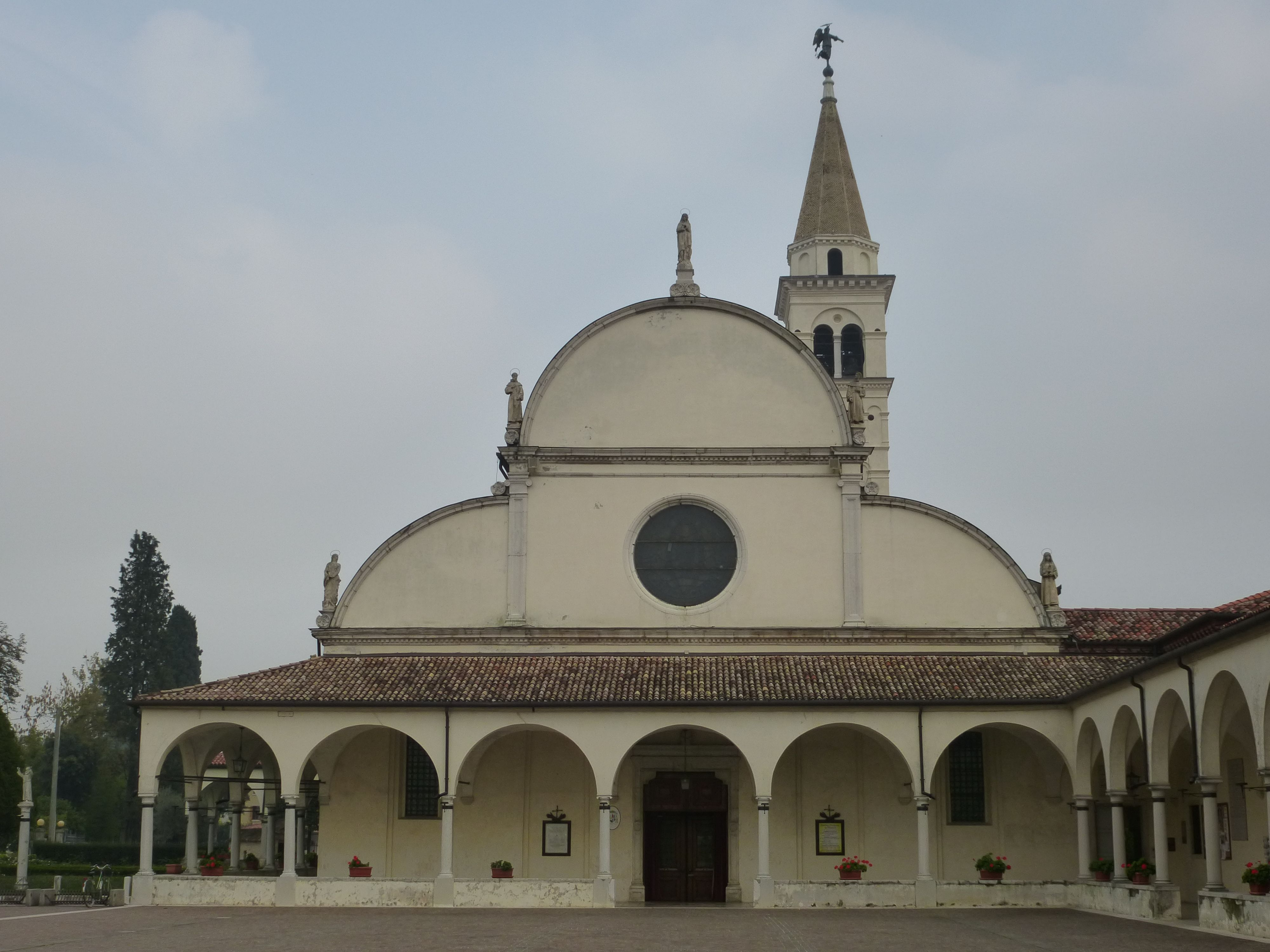
La basilica santuario della Madonna dei Miracoli di Motta di Livenza

Nel 1587 fu eretto il seminario diocesano.
Da sempre parte della provincia ecclesiastica di Aquileia, con la soppressione di quest'ultima, il 19 gennaio 1753, in forza della bolla Suprema dispositione di papa Benedetto XIV, la diocesi di Ceneda divenne suffraganea dell'arcidiocesi di Udine, nuova sede metropolitana per quella parte dell'antico patriarcato che si trovava nel territorio della Serenissima.
Il 1º maggio 1818 la bolla De salute Dominici gregis di papa Pio VII coinvolse anche il territorio di Ceneda: la diocesi acquisì le sei parrocchie del cosiddetto Compardo, un'exclave del patriarcato di Venezia nei dintorni di Conegliano (Bibano, Pianzano, San Vendemiano, San Fior di Sopra, San Fior di Sotto, Zoppè) e altre otto parrocchie dell'arcidiocesi di Udine (San Polo di Piave, Rugolo, Sarmede, Godega, Orsago, Pinidello, Caneva, Stevenà). Contestualmente Ceneda passò nella provincia ecclesiastica di Venezia.
Alla fine del XIX secolo, per motivi storico-culturali, fu bocciata l'idea di unire la diocesi con quella vicina di Treviso.
L'ultima importante variazione territoriale è del 16 aprile 1926, quando con il decreto Quo melius, le parrocchie del Sacilese, già exclave dell'arcidiocesi di Udine, furono aggregate alla diocesi di Ceneda.
Il 13 maggio 1939, in seguito alla fusione di Serravalle e Ceneda che portò alla nascita del comune di Vittorio Veneto nel 1866, la diocesi assunse l'attuale denominazione in forza del decreto Quum episcopalis civitas della Congregazione Concistoriale. Tale notevole "ritardo" (oltre 70 anni dopo l'unione dei due centri urbani) fu dovuta a ragioni storiche (di rispetto delle due differenti storie civiche), ma anche ai difficili rapporti tra l'Italia e la Chiesa (il governo sabaudo nel 1866 non aveva ancora occupato Roma, ma nel 1860 aveva annesso la Romagna, l'Umbria e le Marche, perciò la Curia non volle "omaggiare" il nuovo nome della città che onorava Vittorio Emanuele II).
Tra il 1958 e il 1969 la cattedra vescovile è stata di Albino Luciani, che in seguito fu eletto papa con il nome di Giovanni Paolo I.

## Cronotassi dei vescovi
Si omettono i periodi di sede vacante non superiori ai 2 anni o non storicamente accertati.
- Ursino ? † (menzionato nel 680)

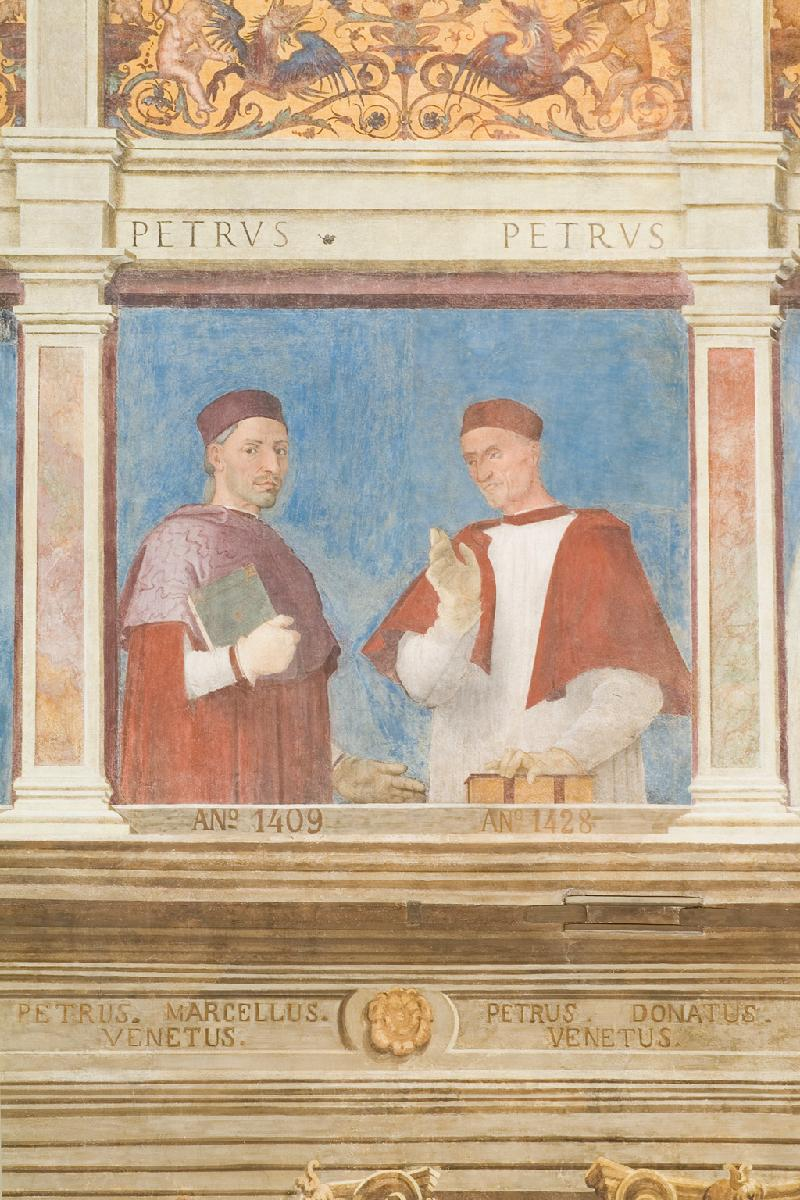
Il vescovo Pietro Marcello (a destra).

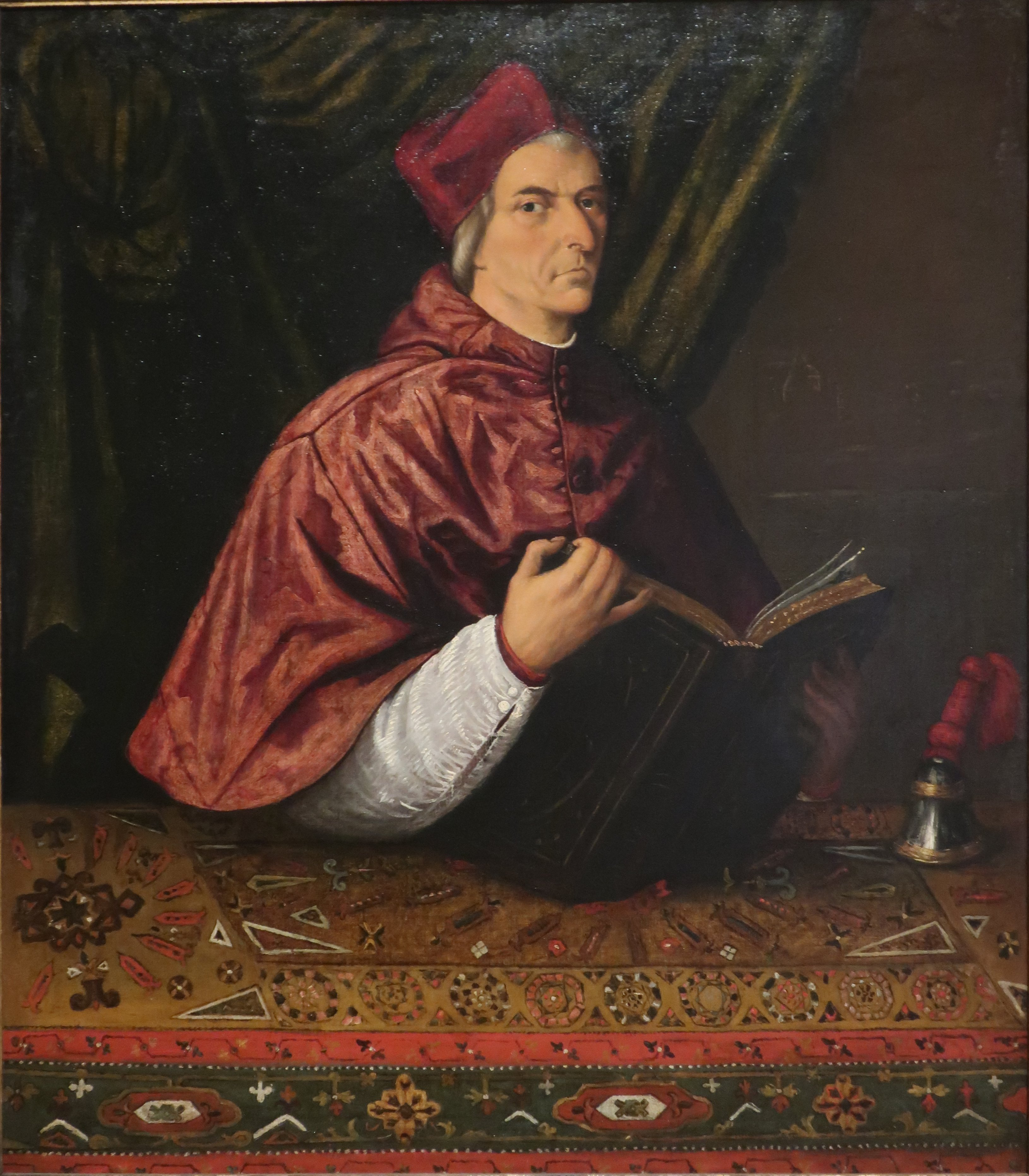
Il cardinale Domenico Grimani

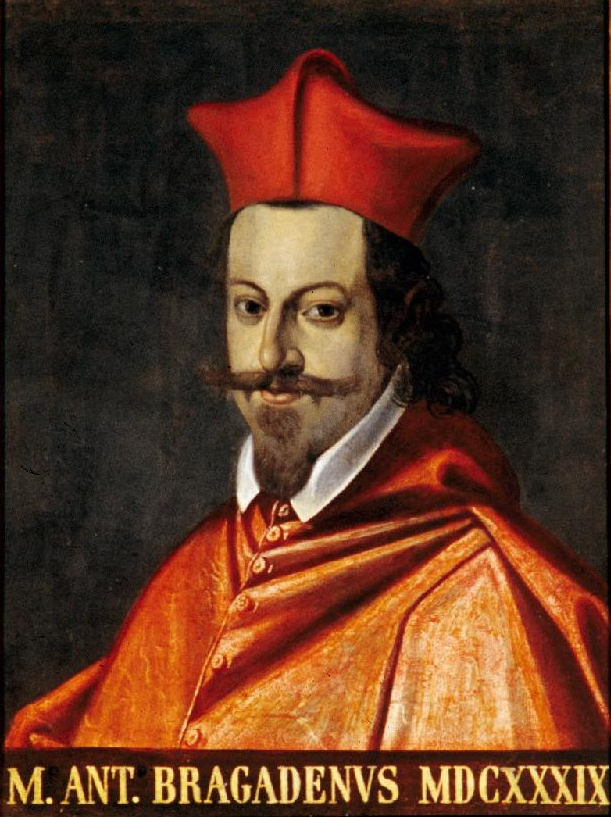
Il cardinale Marco Antonio Bragadin

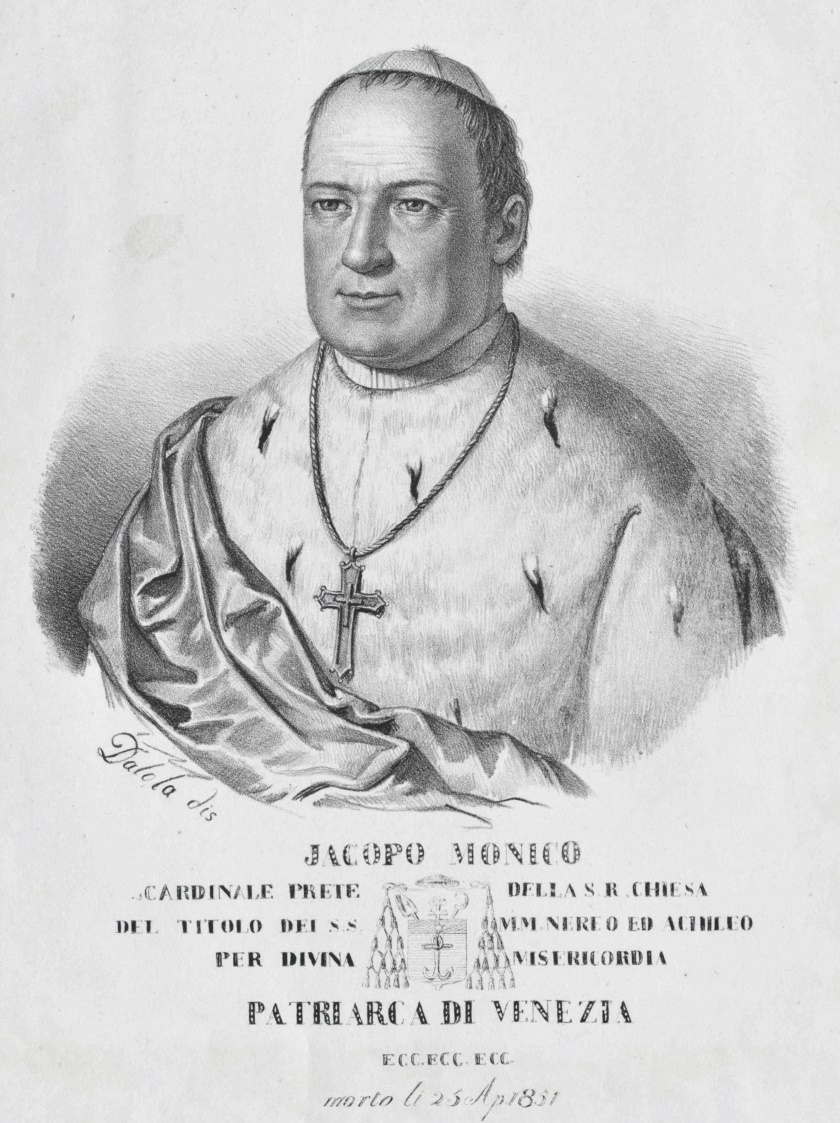
Il cardinale Jacopo Monico

Il vescovo Eugenio Beccegato

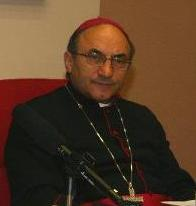
Il vescovo Corrado Pizziolo

- Valentiniano ? † (prima metà del VII secolo ?)
- Massimo ? † (prima metà del VII secolo ?)
- Dolcissimo ? † (menzionato nel 793 circa)
- Emmo † (menzionato nell'827)
- Ripaldo † (menzionato nel 908)
- Sicardo † (prima del 962 - dopo il 994)
- Grauso o Guasono † (prima del 998 - dopo il 1001)
- Bruno † (1013 circa)
- Elmengero † (prima del 1021 - dopo il 1031)
- Almanguino † (menzionato nel 1053)
- Giovanni † (menzionato nel 1074)
- Roperto † (menzionato nel 1124)
- Sigismondo † (menzionato nel 1130)
- Azzone degli Azzoni † (prima del 1140 - 1152 ?)
- Aimone † (1152 circa)
- Sigisfredo da Conegliano † (prima del 1170 - dopo il 1184)
- Matteo da Siena † (prima del 1187 - 1216 deceduto)
  - Gerardo da Camino † (prima del 22 settembre 1217 - 1217) (vescovo eletto)
- Alberto da Camino † (prima del 1220 - 1242 deceduto)[11]
- Warnerio (o Guarnerio) da Polcenigo † (prima del 3 marzo 1242 - 12 giugno 1251 nominato vescovo di Concordia)
- Rugerino di Aquileia † (12 giugno 1251 - 1257 deceduto)
  - Biaquino da Camino † (1257 - 13 ottobre 1257 deceduto) (vescovo eletto)
- Alberto da Collo † (1257 - dopo il 20 dicembre 1260)
- Odorico, O.F.M. † (prima del 14 maggio 1261 - prima del 16 luglio 1261)
- Proesavio Novello † (1º febbraio 1262 - 16 ottobre 1279 nominato vescovo di Treviso)
- Marzio da Fiabiane † (1279 - dopo il 1º dicembre 1284)
- Pietro Calza † (prima del 29 aprile 1286 - 12 luglio 1300 deceduto)
- Francesco Arpo, O.P. † (1300 - 1310 deceduto)
- Manfredo da Collalto † (1310 - 1320 nominato vescovo di Feltre e Belluno)
- Francesco Ramponi, O.E.S.A. † (4 maggio 1320 - 9 ottobre 1348 deceduto)
- Gasberto de Orgoglio, O.P. † (13 novembre 1349 - marzo o aprile 1374 deceduto)
- Oliviero † (29 aprile 1374 - 1377 deceduto)
- Andrea Calderini † (11 gennaio 1378 - 1381)
- Giorgio Torti † (circa 1382 - 1º dicembre 1386 nominato vescovo di Cremona)
- Marco Porri † (1º dicembre 1386 - 26 gennaio 1394 nominato vescovo di Nusco)
- Martino da Gemona † (26 gennaio 1394 - aprile 1399 deceduto)
- Pietro Marcello † (24 aprile 1399 - 15 luglio 1409 nominato vescovo di Padova)
- Antonio Correr, O.P. † (15 luglio 1409 - 1445 deceduto)
- Pietro Leon † (4 giugno 1445 - 1474 dimesso)
- Nicolò Trevisan † (15 giugno 1474 - 10 gennaio 1498 deceduto)
- Francesco Brevio † (19 gennaio 1498 - 7 agosto 1508 deceduto)
- Marino Grimani † (16 agosto 1508 - 19 gennaio 1517 nominato patriarca di Aquileia)
  - Antonio Pizzamano † (1510 - 31 ottobre 1512 deceduto) (amministratore apostolico)
  - Domenico Grimani † (1517 - 28 marzo 1520 dimesso) (amministratore apostolico)
  - Giovanni Grimani † (28 marzo 1520 - 18 dicembre 1531 dimesso) (amministratore apostolico)
  - Marino Grimani † (18 dicembre 1531 - 20 febbraio 1540 dimesso) (amministratore apostolico)
- Giovanni Grimani † (20 febbraio 1540 - 23 gennaio 1545 nominato patriarca di Aquileia)
  - Marino Grimani † (23 gennaio 1545 - 28 settembre 1546 deceduto) (amministratore apostolico, per la seconda volta)
- Michele della Torre † (7 febbraio 1547 - 21 febbraio 1586 deceduto)[12]
- Marcantonio Mocenigo † (5 marzo 1586 - 1598 dimesso)
- Leonardo Mocenigo † (13 gennaio 1599 - 20 maggio 1623 deceduto)
- Pietro Valier † (2 ottobre 1623 - 18 agosto 1625 nominato arcivescovo, titolo personale, di Padova)
- Marco Giustiniani † (27 ottobre 1625 - 7 aprile 1631 nominato vescovo di Verona)
- Marcantonio Bragadin † (12 gennaio 1633 - 3 ottobre 1639 nominato vescovo di Vicenza)
- Sebastiano Pisani † (19 dicembre 1639 - 6 ottobre 1653 nominato vescovo di Verona)
- Albertino Barisoni † (23 novembre 1653 - 15 agosto 1667 deceduto)
- Pietro Lion † (14 novembre 1667 - 26 novembre 1691 nominato vescovo di Verona)
- Marcantonio Agazzi † (9 giugno 1692 - 28 marzo 1710 deceduto)
- Francesco Trevisan † (21 luglio 1710 - 23 luglio 1725 nominato vescovo di Verona)
- Benedetto De Luca † (19 dicembre 1725 - 22 giugno 1739 nominato vescovo di Treviso)
- Lorenzo Da Ponte † (14 dicembre 1739 - 9 luglio 1768 deceduto)[13]
- Giannagostino Gradenigo, O.S.B.Cas. † (19 settembre 1768 - 16 marzo 1774 deceduto)
- Giovanni Paolo Dolfin, C.R.L. † (27 giugno 1774 - 28 luglio 1777 nominato vescovo di Bergamo)
- Marco Zaguri † (15 dicembre 1777 - 26 settembre 1785 nominato vescovo di Vicenza)
- Pietro Antonio Zorzi, C.R.S. † (3 aprile 1786 - 24 settembre 1792 nominato arcivescovo di Udine)
- Giambenedetto Falier, O.S.B.Cam. † (24 settembre 1792 - 22 ottobre 1821 deceduto)
- Jacopo Monico † (16 maggio 1823 - 9 aprile 1827 nominato patriarca di Venezia)
- Bernardo Antonino Squarcina, O.P. † (15 dicembre 1828 - 27 gennaio 1842 nominato vescovo di Adria)
- Manfredo Giovanni Battista Bellati † (30 gennaio 1843 - 28 settembre 1869 deceduto)
- Corradino Maria Cavriani † (28 ottobre 1871 - 11 febbraio 1885 dimesso[14])
- Sigismondo Brandolini Rota † (27 marzo 1885 succeduto - 8 gennaio 1908 deceduto)
- Andrea Caron † (8 gennaio 1908 succeduto - 29 aprile 1912 nominato arcivescovo di Genova)[15]
- Rodolfo Caroli † (28 luglio 1913 - 28 aprile 1917 nominato internunzio in Bolivia[16])
- Eugenio Beccegato † (29 agosto 1917 - 17 novembre 1943 deceduto)
- Giuseppe Zaffonato † (27 settembre 1945 - 31 gennaio 1956 nominato arcivescovo di Udine)
- Giuseppe Carraro † (9 aprile 1956 - 15 dicembre 1958 nominato vescovo di Verona)
- Beato Albino Luciani † (15 dicembre 1958 - 15 dicembre 1969 nominato patriarca di Venezia, poi eletto papa con il nome di Giovanni Paolo I)
- Antonio Cunial † (9 marzo 1970 - 10 agosto 1982 deceduto)
- Eugenio Ravignani † (7 marzo 1983 - 4 gennaio 1997 nominato vescovo di Trieste)
- Alfredo Magarotto † (31 maggio 1997 - 3 dicembre 2003 ritirato)
- Giuseppe Zenti (3 dicembre 2003 - 8 maggio 2007 nominato vescovo di Verona)
- Corrado Pizziolo (19 novembre 2007 - 30 dicembre 2024 ritirato[17])
- Riccardo Battocchio, dal 24 febbraio 2025

## Vescovi viventi originari della diocesi
- Ilario Antoniazzi
- Giacinto-Boulos Marcuzzo
- Armando Bucciol
- Domenico Cancian
- Fabio Dal Cin
- Ovidio Poletto
- Beniamino Stella

## Statistiche
La diocesi nel 2023 su una popolazione di 374.500 persone contava 324.700 battezzati, corrispondenti all'86,7% del totale.
| anno | popolazione | popolazione | popolazione | presbiteri | presbiteri | presbiteri | presbiteri                | diaconi | religiosi | religiosi | parrocchie |
| anno | battezzati  | totale      | %           | numero     | secolari   | regolari   | battezzati per presbitero | diaconi | uomini    | donne     | parrocchie |
| ---- | ----------- | ----------- | ----------- | ---------- | ---------- | ---------- | ------------------------- | ------- | --------- | --------- | ---------- |
| 1950 | 286.440     | 286.480     | 100,0       | 454        | 352        | 102        | 630                       |         | 198       | 870       | 163        |
| 1970 | 277.896     | 278.144     | 99,9        | 428        | 346        | 82         | 649                       |         | 119       | 974       | 175        |
| 1980 | 297.787     | 300.387     | 99,1        | 431        | 332        | 99         | 690                       |         | 129       | 972       | 180        |
| 1990 | 300.000     | 304.000     | 98,7        | 398        | 300        | 98         | 753                       | 6       | 122       | 842       | 162        |
| 1999 | 298.000     | 301.000     | 99,0        | 363        | 283        | 80         | 820                       | 11      | 98        | 763       | 162        |
| 2000 | 306.000     | 314.000     | 97,5        | 354        | 264        | 90         | 864                       | 9       | 105       | 655       | 162        |
| 2001 | 304.400     | 314.000     | 96,9        | 354        | 264        | 90         | 859                       | 10      | 107       | 589       | 162        |
| 2002 | 319.400     | 327.000     | 97,7        | 341        | 263        | 78         | 936                       | 11      | 86        | 582       | 162        |
| 2003 | 319.400     | 327.600     | 97,5        | 334        | 256        | 78         | 956                       | 11      | 87        | 700       | 162        |
| 2004 | 313.200     | 327.800     | 95,5        | 318        | 245        | 73         | 984                       | 11      | 80        | 711       | 162        |
| 2010 | 335.500     | 364.870     | 92,0        | 267        | 211        | 56         | 1.256                     | 22      | 65        | 563       | 162        |
| 2014 | 334.000     | 351.200     | 95,1        | 270        | 207        | 63         | 1.237                     | 36      | 85        | 539       | 162        |
| 2017 | 340.000     | 357.600     | 95,1        | 270        | 207        | 63         | 1.259                     | 36      | 85        | 539       | 162        |
| 2020 | 354.330     | 377.280     | 93,9        | 210        | 159        | 51         | 1.687                     | 31      | 62        | 355       | 162        |
| 2022 | 326.000     | 376.000     | 86,7        | 218        | 152        | 66         | 1.495                     | 36      | 79        | 276       | 162        |
| 2023 | 324.700     | 374.500     | 86,7        | 209        | 149        | 60         | 1.553                     | 35      | 67        | 264       | 162        |